# 白石夏美
白石 夏美（しらいしなつみ、1990年7月7日 - ）は、日本の元AV女優。身長:170cm。スリーサイズ:B92(F)・W62・H88cm。

## 略歴
東京都出身。
2012年3月、AVデビュー。同年4月第1週から6月までサンテレビのおとなの子守唄でテレビ出演していた。

## 出演作品
2012年
- 続・素人娘、お貸しします。VOL.44（3月22日、プレステージ）
- 一泊二日、美少女完全予約制。（4月20日、プレステージ）
- プレステージ専属女優、全国各地に出没します。（5月2日、プレステージ）
- 従順ペット候補生 ＃021（5月22日、プレステージ）
- 白石夏美がご奉仕しちゃう♪最新やみつきエステ（6月1日、プレステージ）
- 僕を誘惑する隣の綺麗なお姉さん（6月22日、プレステージ）
- 恥ずかしいほど、セックスが好き。（7月20日、プレステージ）
- 海でしようよ（8月10日、プレステージ）
- ポルノスター（9月1日、プレステージ）

## テレビ出演
- おとなの子守唄（サンテレビ）2012年4月～6月